# 풀라 영화제
풀라 영화제(크로아티아어: Pulski filmski festival, 영어: Pula Film Festival)는 매년 7, 8월경 크로아티아 풀라에서 국제 영화제이다. 1954년부터 "풀라 아레나"라고 불리는 고대 로마 원형 극장에서 개최되고있다. 축제와 함께 영화상 시상식 또한 개최되고 있다. 상 이름은 골든 아레나(Golden Arenas)이며 아카데미상, 영국 아카데미상, 세자르상, 고야상 등에 비견되는 상이다.
영화제의 초기 이름은 유고슬라비아 영화제였으며, 빠르게 유고슬라비아 SFR의 대표 영화제·시상식으로 자리매김했다. 1960년 이래로, 유고슬라비아의 영화 산업이 발전하면서 영화제 역시 세계적으로 이름을 알려나갔다. 하지만 1991년, 크로아티아 독립 전쟁과 유고슬라비아 해체로 영화제 개최가 취소되었고 1년 후인 1992년, 현재의 이름으로 변경되어 크로아티아의 영화제·시상식으로 탈바꿈해 개최되었다.